# Sätinge
Sätinge är en bebyggelse i Kungsbacka kommun. SCB avgränsade här mellan 2005 och 2015 en småort. Vid avgränsningen 2015 klassades här en tätort av bebyggelse i Sätinge,  bebyggelsen i den tidigare småorten östra Torkelstorp och bebyggelse norr därom kring Hanhals kyrka. Denna avgränsning fick av SCB namnet Sätinge. Vid avgränsningen 2020 delades området där bebyggelsen i Sätinge åter bildade en separat småort, samtidigt som det andra området bildade en tätort som nu Östra Hanhals och Torkelstorp.

## Befolkningsutveckling
| Befolkningsutvecklingen i Sätinge 2015–2015                                                      | Befolkningsutvecklingen i Sätinge 2015–2015 | Befolkningsutvecklingen i Sätinge 2015–2015 | Befolkningsutvecklingen i Sätinge 2015–2015 | Befolkningsutvecklingen i Sätinge 2015–2015 |
| ------------------------------------------------------------------------------------------------ | ------------------------------------------- | ------------------------------------------- | ------------------------------------------- | ------------------------------------------- |
|                                                                                                  |                                             |                                             |                                             |                                             |
| År                                                                                               |                                             |                                             | Folkmängd                                   | Areal (ha)                                  |
| 2015                                                                                             | 2015                                        |                                             | 338                                         | 118                                         |
| Anm.: Ny tätort 2015. Var tidigare en småort som 2015 sammanväxte med Torkelstorp (östra delen). |                                             |                                             |                                             |                                             |